# 20405 Берріберк
20405 Берріберк (20405 Barryburke) — астероїд головного поясу, відкритий 24 серпня 1998 року.
Тіссеранів параметр щодо Юпітера — 3,430.